# 롄전링
롄전링(중국어 정체자: 連珍羚, 간체자: 连珍羚, 병음: Lián Zhēnlíng, 한자음: 연진령, 1988년 1월 31일~)는 중화민국의 유도 선수이다. 2016년과 2020년 하계 올림픽 여자 유도 라이트급에 중화 타이베이 국가대표 선수로 참가했다.